# 大石真央
大石 真央（おおいし まお)、 - ）は、日本の女優、モデルである。神奈川県出身。藤賀事務所 を経て株式会社プレステージモデルマネージメント所属。
ヨガのインストラクターなど多彩な経歴のあと30歳より本格的に芸能活動を始める。日本女子体育大学舞踊学科在学中に木村多江の付き人の経験がある。

## 来歴
20代の頃少年サッカーチームのインストラクターをしていた事がある。サッカー審判4級の資格を持つ。2級小型船舶の資格や海上特殊無線2級の資格も持っている。

## 出演

### CM・スチール
- アフラックアメリカンファミリー(TV-CM)
- Panasonic「お部屋ジャンプリンク スミス家はテレビ好き　大好きなんです編」（WEB-CM)
- グットジョブプレミアム水素水（スチール）
- クラシエフーズ「甘栗むいちゃいましたアイスバー」(2012.TV-CM)
- クラシエフーズ 「チン！してほくほく甘栗むいちゃいました」(2013.TV-CM)
- 小林製薬「傷あとアットノン」(2014-2016.TV-CM)
- 三井不動産「柏の葉スマートシティ」(2017.web)
- マードゥレスク「エクスボーテ」(2017.広告)
- ジュエリーブランド「VIVRA」(2017.広告)
- 三井不動産レジデンシャル「webサイトキャンペーン企画パークの優化ちゃん編」(2018.web)
- JR東日本「グループ企業広告 子どもの未来編」(2018-2019.TV-CM)
- 小林製薬「命の母」(2018-2019.TV-CM)
- DCMホールディングス [くらしメイド]（2018-2019広告）
- パナソニック [アシスト自転車]（2018.web）
- DCM ホールディングス「マンスリー」(2019-広告)
- LIXILリフォームショップ「さすがリノベーション編」(2019-TV-CM)
- アメリカンエキスプレス （2019-広告）

### ドラマ
- 深夜ドラマ 愚痴2（フジテレビ系） - ちぃちゃん役
- S -最後の警官- 第9話（2014年、TBS系）
- そこをなんとか2 第6話（2014年、NHK-BS） - 石田友紀役
- 土曜ワイド劇場 ヤメ検の女5（2014年、テレビ朝日系）
- ドS刑事 第4話（2015年日本テレビ系） - 被害女性役
- オトナ女子（2015年、フジテレビ系）

### 映画
- ＋1プラスワン Vol3驚かさないでよ!（山川直人監督、2010年） - 女医役
- 映らない鏡（甲斐誠監督） - 主演

### バラエティ
- ナカイの窓 お酒大好き芸能人SP第3弾（日本テレビ、2018年） -  女将役

### 舞台
- ミュージカルHELP!!熱っちぃ地球を冷ますんだ（演出：樫田正剛、2014年中野サンプラザ）

### DVD
- 「シフミ」(2014) 竹書房